# Hapsifera haplotherma
Hapsifera haplotherma är en fjärilsart som beskrevs av Edward Meyrick 1934. Hapsifera haplotherma ingår i släktet Hapsifera och familjen äkta malar.
Artens utbredningsområde är Kongo-Kinshasa. Inga underarter finns listade i Catalogue of Life.